# Caso de Lucía Pérez

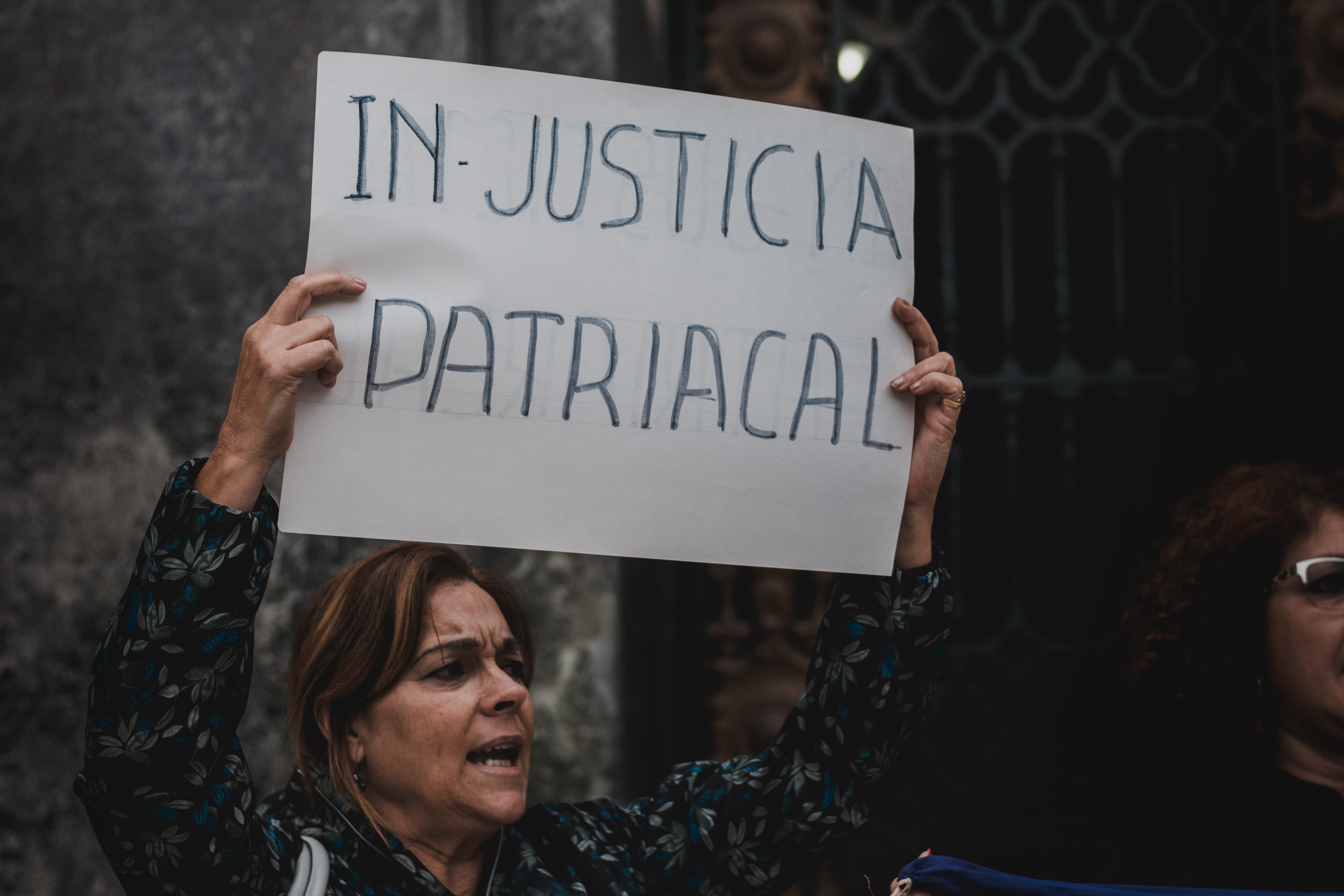
Una mujer levanta una pancarta contra el fallo judicial que absolvió a los acusados por la violación seguida de muerte de Lucía Pérez.

El caso Lucía Pérez Montero  es un caso judicial argentino de alto impacto social y mediático. El 9 de octubre de 2016 el cuerpo sin vida de la adolescente Lucía Pérez Montero fue llevado por dos hombres a una sala de primeros auxilios en la Playa Serena de Mar del Plata. Otras fuentes indican que fueron tres hombres los que llevaron el cuerpo de la niña a la sala de primeros auxilios. En el segundo juicio realizado en 2023 varios testigos del centro de salud afirmaron haber visto a tres personas llevando el cuerpo de la joven. La fiscal de instrucción María Isabel Sánchez sostuvo que la habían bañado y habían lavado su ropa interior y exterior para disimular y la primera autopsia reveló lesiones internas. Otras fuentes sostuvieron que el cadáver no había sido lavado antes de ser llevado a la sala médica; asimismo los peritos de una junta médica que convocó la Suprema Corte bonaerense negaron que el cuerpo de Lucía haya sido sometido a un lavado posterior a la supuesta instancia del abuso, razón por la cual el fiscal pidió la absolución de Maciel, acusado de haberlo lavado.
Matías Gabriel Farías, de 23 años en 2016, Alejandro Alberto Maciel de 61 años en 2019 y Juan Pablo Offidani de 41 años en 2016, fueron acusados por tenencia de estupefacientes con fines de comercialización agravado por ser cometido en perjuicio de una menor de edad y abuso sexual agravado por el consumo de estupefacientes seguido de muerte en concurso ideal con femicidio con encubrimiento agravado por la gravedad del hecho precedente. Las conclusiones de la acusación fueron que Farías y Offidani vendían drogas a menores de edad y captaban adolescentes a la salida de colegios; mientras que las conclusiones de la defensa fueron que Farías solía vender drogas, pero no se dedicaba a captar mujeres menores de edad y Offidani solo una vez lo acompañó en esa actividad y fue el día anterior a la muerte de Lucía Pérez. La acusación sostuvo en el primer juicio que Lucía Pérez fue drogada con cocaína y agredida sexualmente.  El veredicto dictado en 2018, en la parte que quedó firme, tuvo por probado que ambos acusados tenían en su poder drogas para vendérsela a menores y en cercanía de las escuelas.
La hipótesis del agente fiscal Daniel Vicente durante el primer juicio fue que Farías y Offidani, vendedores de drogas en las escuelas, pasaron a buscar a Lucía Pérez,  para ir a la casa de Farías con el objetivo de abusar sexualmente de ella, que  el primero  le suministró grandes cantidades de cocaína y marihuana con la intención de aprovecharse de su vulnerabilidad y violarla de forma brusca tanto por vía vaginal como anal. La fiscal de instrucción María Isabel Sánchez que Lucía comunicó en las primeras etapas de la investigación que la muerte de la menor se produjo por el dolor por la brusquedad de estos hechos sexuales y la enorme cantidad de droga provocaron una asfixia tóxica, con congestión y edema pulmonar que derivaron en una falla cardíaca. El 13 de octubre de 2016 la fiscalía informó a la prensa que Lucía había sido víctima de «una agresión sexual infrahumana», que había sido «empalada» y que murió como resultado del empalamiento. En el segundo juicio fue citada por el tribunal la ginecóloga de Lucía Pérez quien concluyó -contradiciendo la conclusión oficial-, por el análisis de fotos de la autopsia, que Lucía Pérez mostraba hematomas y lesiones en su zona genital y anal que no tenía antes; el tribunal estableció que dichas conclusiones no tenían valor pericial.
En 2018 se realizó un polémico juicio oral en el que los acusados declararon que sólo Farías mantuvo relaciones sexuales con Lucía en un encuentro sexual consensuado, que la muerte se había producido por sobredosis y que no le habían suministrado drogas, y el fiscal solicitó cadena perpetua para Matías Farías, 18 años de prisión para Juan Pablo Offidani, por considerarlos autor y partícipe secundario del delito de abuso sexual violento con acceso carnal, con dolo violento, agravado por resultar muerta la persona ofendida, facilitado por el suministro de estupefacientes y concurre idealmente con la figura de femicidio. El fiscal también pidió la absolución de Alejandro Maciel, después de que las pruebas aportadas por los peritos de la Junta Médica que convocó la Suprema Corte bonaerense descartaran que el cuerpo de Lucía haya sido sometido a un lavado posterior a la supuesta instancia del abuso. La querella pidió cadena perpetua para Farías y Offidani, y cuatro años y medio de prisión para Maciel, por encubrimiento. Por su parte la defensa sostenía que las pericias determinaron que la muerte se debió a una «asfixia tóxica» y que no había pruebas periciales de abuso sexual, razón por la cual pidió la absolución.
El 26 de noviembre de 2018 el Tribunal Oral en lo Criminal N°1 de Mar del Plata con el voto unánime de los jueces Facundo Gómez Urso, Pablo Viñas y Aldo Carnevale, absolvió a los tres acusados por el delito de violación seguida de muerte y condenó a ocho años de prisión a los dos primeros por el delito de tenencia de drogas con fines de comercialización agravado por ser en perjuicio de menores en inmediaciones de una escuela. Durante el juicio el director de la escuela  a la que concurría Lucía declaró que era una buena alumna, aplicada, con muy buenas notas,  participativa, solidaria y que no tuvieron problemas con ella. El Tribunal juzgó que no hubo asesinato sino una sobredosis responsabilidad de la misma víctima y ante la pregunta  «¿Era Lucía una adolescente que podía ser fácilmente sometida a mantener relaciones sexuales sin su consentimiento?», el Tribunal consideró que no porque «no era una persona sumisa y no estaría con nadie sin su consentimiento» y las lesiones se debían a que a Lucía «le gustaba el sexo duro».
Desde un inicio el movimiento feminista contra la violencia de género Ni una menos tomó el caso de Lucía Pérez como una bandera. En repudio se realizó el primer Paro Nacional de Mujeres en Argentina el 19 de octubre de 2016, con la consigna  "Todas somos Lucía" y miles de mujeres salieron a las calles a reclamar justicia. El 5 de diciembre de 2018 se realizó un otro paro nacional con movilización en todo el país en repudio al fallo dictado por el TOC 1. La familia de Lucía recurrió. También lo hicieron la fiscalía y las defensas. El 12 de agosto de 2020 la Sala IV del Tribunal de Casación declaró nulo el veredicto respecto del hecho enumerado como II, del cual Matías Gabriel Farías y Juan Pablo Offidani habían sido absueltos, y del hecho III, con relación al cual se había absuelto a Alejandro Alberto Maciel, con el argumento de que los jueces habían usado «intolerables prejuicios y suposiciones basados en estereotipos de género» para absolver a los acusados, revocó las absoluciones y decidió que debía llevarse a cabo un nuevo juicio oral. El fallo del Tribunal de Casación también rechazó el recurso de la defensa referido a la condena por tenencia de estupefacientes, quedando así firme la sentencia del TOC 1 en la parte que condena a ocho años de prisión a Farías y Offidiani por tenencia agravada de drogas. El Tribunal N°1 tomó por cierta la versión de que Lucía había consentido porque no era virgen y ya   «tenía contactos sexuales con hombres a los que no conocía y que ese día había ido a verlos con la idea de intimar con Farías», lo cual demostraba que no había habido violación. En marzo del 2021 la Comisión Bicameral de Normas de Procedimiento para el Enjuiciamiento de Magistrados y Funcionarios bonaerenses resolvió por unanimidad la acusación por “ negligencia, incumplimiento de deberes inherentes del cargo y parcialidad manifiesta ” de los tres jueces que llevaron a cabo el juicio en primera instancia.
La defensa de los acusados apeló el fallo del Tribunal de Casación imputándole haber violado la garantía de no ser enjuiciado dos veces (non bis in idem) y llevó el caso ante Suprema Corte de Justicia de Buenos Aires (SCBA) quien, en 2021, decidió, siguiendo doctrina de la Corte Suprema de Justicia de la Nación, que cuando se han violado principios esenciales en un juicio y no está prevista una instancia ordinaria superior, es admisible la realización de un nuevo juicio.
El 7 de febrero de 2023, se inició el segundo juicio en el Tribunal Oral en los Criminal 2 (TOC 2) de Mar del Plata. Alejandro Maciel falleció en 2020 por lo que no fue juzgado nuevamente. La parte acusadora insistió en que se trató de un «abuso sexual con acceso carnal, agravado por el suministro de estupefacientes seguido de muerte en concurso ideal con femicidio», mientras que las defensas sostuvieron que no hubo comportamiento ilícito y solicitaron la absolución. La defensa de los acusados se basó, al igual que en el primer juicio, en responsabilizar a la víctima excrutando su vida privada, en los resultados de la autopsia y en las pericias médicas. El 23 de marzo el tribunal condenó a los acusados. Farías fue condenado a prisión perpetua como autor de los delitos de abuso sexual con acceso carnal agravado por el suministro de estupefacientes y por resultar la muerte de la persona ofendida en concurso ideal con femicidio, mientras que Offidani fue condenado a 8 años, como partícipe secundario por el delito de abuso sexual con acceso carnal agravado por el suministro de estupefacientes. Ambos habían sido condenados en el primer juicio por tenencia de drogas.

## Hechos
El 8 de octubre de 2016 por la mañana, Matías Gabriel Farías (23 años), Juan Pablo Offidani (41 años) y Alejandro Maciel (58 años), recogieron a Lucía Pérez (16 años), y la llevaron hasta la casa del segundo en Racedo 4825, en el barrio Alfar de la ciudad de Mar del Plata. Otra versión indica que en la casa, Farías y Lucía estuvieron solos hasta que esta última se descompuso, ocasión en la que Farías llamó a Offidani para que lo ayudara.
Pocas horas después el cuerpo de la adolescente fue llevado por Farías, Offidani y Maciel a un centro médico (CAPS) ubicado en la Playa Serena, cerca de la casa de Farías. El médico le tomó los signos vitales, verificando que no tenía ninguno, y luego de 20 minutos de maniobras de reanimación sin resultados, fue declarada muerta.
Offidani se fue del CAPS diciendo que su esposa tenía un ataque de asma y lo mismo hizo Maciel. Farías se quedó y le contó al policía enviado por la comisaría del área «que había estado con Lucía en su casa, que habían mantenido relaciones sexuales, que ella había ingerido cocaína y que se había desmayado y que, tras intentar despertarla -incluso ingresándola en la ducha-, llamó a un amigo (Offidani) para que lo ayudara y así la trasladaron al CAPS».
Farías acompañó también a los policías que se encontraban en el CAPS fueron a un mercado donde trabajaba una amiga de Lucía. Allí obtuvieron el teléfono del hermano de Lucía, Matías Pérez, con el fin de avisar a la familia. Con Farías también fueron a la casa de la calle Racedo a buscar pertenencias de la joven y luego a la casa de Offidani.
Respecto de Maciel, la fiscalía y los familiares sostuvieron que no estuvo presente antes de que la niña se descompusiera, pero que ayudó luego a borrar los rastros, así como lavar, vestir el cuerpo y llevarla al CAPS. La defensa sostuvo otra versión, afirmando que Maciel no borró rastros y que el cuerpo no había sido lavado. Durante la investigación, los peritos de la Suprema Corte determinaron que el cuerpo no había sido lavado, y el fiscal cambió su hipótesis original, considerando que Maciel no había estado involucrado.
El cuerpo no tenía signos exteriores de violencia y el caso quedó a cargo de la fiscalía que procedió a realizar los estudios de ley. La autopsia estableció que existían signos de que la adolescente había sido penetrada vaginal y analmente y que había ingerido cocaína y marihuana. Con los primeros estudios, la fiscalía sostuvo que el hecho era un asesinato como consecuencia de «una agresión sexual infrahumana», que la muerte había sido causada por un «empalamiento» anal que le produjo un paro cardíaco y mandó a detener a los tres hombres que llevaron el cuerpo a la sala de primeros auxilios. Tanto en la investigación, como en ambos juicios, los peritos descartaron la posibilidad de que Lucía hubiera sido empalada.
Al allanar la casa de Farías, encontraron cigarrillos, instrumentos para fraccionar cocaína, objetos para uso sexual y varios preservativos usados. Los preservativos resultaron tener ADN de Farías, mientras que en una colilla de cigarrillo fue encontrado ADN de Offidani.

## Impacto mediático y social
El 13 de octubre de 2016 la fiscalía a cargo de María Isabel Sánchez informó a la prensa que Lucía había sido víctima de «una agresión sexual infrahumana», que había sido «empalada» y que murió como resultado del empalamiento. La fiscalía encargada de la investigación, mantuvo el hermetismo hasta el día 12 de octubre, cuando llamó a una conferencia de prensa en la que informó que Lucía había sido víctima de «una agresión sexual infrahumana» y que había sido «empalada». Años después se develó que Lucía no había sido empalada y la fiscal confesó que había cometido un error al afirmar eso, pero la declaración puso el caso en primer lugar en la cobertura de los medios de todo el país. Clarín tituló «Horror en Mar del Plata: una chica de 16 años fue violada y asesinada». La Nación tituló «Horror en Mar del Plata: violan y asesinan a una chica de 16 años» e informa que «A los primeros indicios de una muerte por sobredosis los demolió la autopsia: a Lucía Pérez, de 16 años, sí la habían obligado a consumir cocaína en exceso, y en ese estado de indefensión la sometieron a un brutal abuso por vía vaginal y anal, con lesiones internas provocadas por empalamiento». Infobae tituló «El crimen de Lucía Pérez no fue obra de simples asesinos, sino de seres diabólicos» y subtituló con la leyenda «Además de drogarla y violarla, la empalaron: un brutal y antiguo método que destroza las entrañas desde el sexo hasta el corazón». Los demás medios informaron sobre el caso en términos similares. La noticia del empalamiento de una adolescente se convirtió de inmediato en titular internacional.
Simultáneamente organizaciones y referentes feministas convocaron el primer Paro Nacional de Mujeres en Argentina con la consigna “Ni una menos”  y "Todas somos Lucía", a realizarse el 19 de octubre de 2016. Decenas de miles de mujeres salieron a las calles de todo el país a reclamar por justicia y el cese de la violencia de género, en una demostración que ha sido considerada un mojón histórico en las luchas del movimiento feminista.
Conocido el fallo del primer juicio, el padre de Lucía Pérez Montero criticó duramente tanto al tribunal como a la fiscal que realizó la investigación, María Isabel Sánchez, de quién dijo que «Le arruinó la posibilidad de Justicia a mi hija»; las fuentes señalaron que la fiscal colaboró con la impunidad al sostener que la menor había sido «empalada».
En el segundo juicio, tanto el fiscal como la defensa cuestionaron la actuación de la fiscal María Isabel Sánchez.

## Primer juicio

### Tribunal y partes
El 30 de octubre de 2018 comenzó el juicio, ante el Tribunal Oral en lo Criminal N° 1 (TOC 1) de Mar del Plata, integrado por los jueces Aldo Carnevale, Pablo Viñas y Facundo Gómez Urso. El fiscal fue Daniel Vicente. 
Fueron acusados Juan Pablo Offidani (43 años), Matías Gabriel Farías (25 años) y Alejandro Maciel (60 años); los dos primeros como autores de femicidio, abuso sexual agravado por acceso carnal y venta de drogas a menores, y el tercero como encubridor.

### Imputación
- Hechos imputados: La acusación sostuvo que los acusados, Juan Pablo Offidani y Matías Gabriel Farías, llevaron a la menor a un domicilio privado donde le suministraron drogas y se aprovecharon de su vulnerabilidad para realizar un grave abuso sexual durante el cual la joven falleció.[9][61] La hipótesis de la fiscalía era que Farías y Offidani pasaron a buscar a Lucía Pérez Montero, de quien sabían que tenía un consumo problemático de estupefacientes, para ir a la casa de Farías con el objetivo de abusar sexualmente de ella, que  el primero  le suministró grandes cantidades de cocaína y marihuana con la intención de aprovecharse de su vulnerabilidad y violarla. El dolor por la brusquedad de estos hechos sexuales y la enorme cantidad de droga habrían provocado una asfixia tóxica, con congestión y edema pulmonar que derivaron en una falla cardíaca.[62]

La acusación sostuvo que Farías y Offidani vendían drogas a menores de edad y captaban adolescentes a la salida de colegios. Según la fiscal, Pérez fue drogada y violada por Farías, aprovechándose de que la menor había consumido la cocaína que el adulto le dio y  Maciel lavó el cuerpo para ocultar pruebas.
- Farías: la acusación le imputó haber cometido como autor ambos delitos.
- Offidani: la fiscalía le imputó ser partícipe secundario del delito de abuso sexual agravado en concurso con femicidio y ser autor del delito de tenencia de estupefacientes. La querella lo consideró partícipe primario.
- Maciel: la fiscalía le imputó encubrimiento por haber lavado el cuerpo de la menor. Pero luego cambió su postura, cuando los peritos de la Suprema Corte dictaminaron que el cuerpo no había sido lavado, y pidió la absolución. La querella mantuvo su imputación como encubridor.

Los acusados se declararon inocentes de todos los delitos imputados. Farías reconoció haber mantenido relaciones sexuales con Lucía, pero con su consentimiento.

### Sentencia
El 26 de noviembre de 2018 el Tribunal Oral en lo Criminal N°1 (TOC 1) de Mar del Plata con el voto unánime de los jueces Facundo Gómez Urso, Pablo Viñas y Aldo Carnevale, dictó sentencia condenando a Farías y Offidiani a ocho años de prisión por tenencia de drogas para ser vendidas a menores absolviéndolos de los cargos de femicidio y abuso sexual agravado por acceso carnal. Maciel fue absuelto de todos los cargos. Pérez habría conocido a sus agresores dos días antes.
El Tribunal juzgó que no hubo asesinato sino una sobredosis responsabilidad de la misma víctima y ante la pregunta «¿Era Lucía una adolescente que podía ser fácilmente sometida a mantener relaciones sexuales sin su consentimiento?», el Tribunal consideró que no porque «no era una persona sumisa y no estaría con nadie sin su consentimiento» y que las lesiones se debían a que a Lucía «le gustaba el sexo duro». El fallo utilizó también como indicio para descartar que haya existido aprovechamiento de la vulnerabilidad de la menor, su experiencia sexual. El Tribunal, en la sentencia, cuestionó también la declaración testimonial de Oriana María Luz Torres, abogada y licenciada en Servicio Social del Consejo Nacional de las Mujeres, organismo que depende del Poder Ejecutivo Nacional, por  «ser una evidente luchadora por los derechos y protección de las mujeres»  y había tomado por cierta la versión de que Lucía había consentido porque no era virgen y ya   «tenía contactos sexuales con hombres a los que no conocía y que ese día había ido a verlos con la idea de intimar con Farías», lo cual demostraba que no había habido violación.

## Impacto social y mediático luego del fallo
La sentencia generó un escándalo de alcance nacional. En repudio al fallo, una asamblea de la Confederación de Trabajadores de la Economía Popular (CTEP) declaró un nuevo paro nacional de mujeres organizado por varios colectivos que se realizó el 5 de diciembre de 2018, con una marcha bajo el lema «Todas somos Lucía».
En señal de protesta contra el fallo, el 5 de diciembre de 2018 el colectivo feminista #NiUnaMenos, sindicatos y organizaciones sociales de Argentina realizaron un “Paro Nacional de Mujeres”, en repudio al fallo y reclamando "¡Justicia por Lucía!".
El caso se convirtió en un caso testigo para organizaciones feministas y de derechos humanos sobre la forma en que están tipificados los delitos sexuales y el abuso infantil en Argentina, la forma en que deben interpretarse incorporando la perspectiva de género, y la forma en que deben ser investigados y juzgados.
El Comité de Expertas de la Convención Interamericana para Prevenir, Sancionar y Erradicar la Violencia contra la Mujer, pidió que se revisaran las absoluciones y se considerara como femicidio. El 13 de octubre de 2016 la fiscalía informó a la prensa que Lucía había sido víctima de «una agresión sexual infrahumana», que había sido «empalada» y que murió como resultado del empalamiento.

## Anulación parcial del veredicto en Casación y orden de un nuevo juicio
Las dos partes interpusieron recurso de casación contra el fallo. Se revocaron las absoluciones y decidió que debía llevarse a cabo un nuevo juicio oral.
El 12 de agosto de 2020, el Tribunal de Casación Penal de la provincia de Buenos Aires anuló parcialmente el veredicto del tribunal de primera instancia, respecto de la absolución de los acusados por el delito de abuso sexual agravado, confirmando el fallo condenatorio contra Farías y Offidani, por tenencia de estupefacientes agravada, por el que habían sido penados a ocho años de prisión. Ordenó asimismo realizar un nuevo juicio que cuente con debates «con la premura que el caso amerita».
Los jueces Mario Eduardo Kohan, Carlos Ángel Natiello y Fernando Luis María Mancini señalaron que el fallo contenía “intolerables prejuicios” y “suposiciones basadas en estereotipos de género”.
Al analizar la queja por doble enjuiciamiento esgrimida por la defensa, la Suprema Corte bonaerense sintetizó la sentencia de casación en estos términos:

Consideró que en el pronunciamiento de primera instancia mediaron conceptos que prefijaron el razonamiento del tribunal y que repercutieron en la apreciación de la vulnerabilidad de la víctima, su eventual "liberalidad sexual" y consumo de sustancias psicotrópicas, tiñendo -con mengua de la necesaria imparcialidad- las libres convicciones de los sentenciantes (v. fs. 67 del anexo documental que corre por cuerda).

Entendió que hubo un déficit de imparcialidad que se puso de manifiesto en un preconcepto de los jueces de grado respecto de las actividades y hábitos de la víctima, y que fue en base a ese ilegítimo argumento subjetivo que edificaron su postura (v. fs. 67, anexo cit.).
Expuso que los arts. 8.1 y 25 de la Convención Americana Sobre Derechos Humanos, 2 inc. c y e, 3, 5 inc. a y 15 de la CEDAW, 7.b, 7.c, de la Convención de Belem do Pará y, en el ámbito nacional, la ley 26.485 de Protección Integral para Prevenir, Sancionar y Erradicar la Violencia contra las Mujeres en los Ámbitos en que Desarrollen sus Relaciones Interpersonales, imponían tomar en consideración el contexto en el que ocurrieron los hechos y valorar la prueba con perspectiva de género (v. fs. cit. vta.).
Destacó que el tribunal de grado -inexplicablemente- se enfocó en indagar sobre la personalidad, actitudes y comportamientos anteriores de la víctima, su forma de relacionarse con los hombres, su vida social, su carácter, y a partir de allí, considerar si Lucía había consentido o no el acceso carnal (v. fs. 68, anexo cit.).
Remarcó que se justificó la inexistencia de aprovechamiento de la situación de vulnerabilidad de la víctima preguntándose si las conductas previas y posteriores de Farías correspondían a las de una persona cuya intención era abusar sexualmente de una menor y drogarla hasta su muerte (v. fs. cit.). E indicó que constituye un despropósito que se hayan efectuado indagaciones sobre el proceder de Lucía a la luz de su conducta vital y en otras circunstancias de su vida íntima, sin centrarse en el episodio llevado a debate (v. fs. cit.).
En el mismo sentido, consideró que Lucía fue victimizada secundariamente por los jueces de mérito, atentando la sentencia contra su intimidad y dignidad, y la de su entorno, debiéndose considerar como un claro signo de estigmatización (v. fs. cit. vta.). Enfatizó que no era relevante indagar sobre su vida personal, sino que lo importante radicaba en evaluar la prueba rendida a los fines de determinar si en el caso concreto se encontraba en condiciones de consentir, o no, libremente el acto sexual (v. fs. 69 vta., anexo cit.). Consideró que los jueces de primera instancia se pronunciaron merced a argumentos subjetivos y tendenciosos sobre la vida sexual de aquélla (v. fs. cit.).
Concluyó así que los elementos tenidos en cuenta exponen que el fallo "...se fundó en intolerables prejuicios y suposiciones basados en estereotipos de género" (fs. 71, anexo cit.). Explicó que de acuerdo a ese análisis "...Lucía no coincidía con las expectativas de los roles que una sociedad patriarcal espera de una mujer, su comportamiento no encuadraba en el estereotipo de sexo [...] Es decir, para los Magistrados, Lucía evidentemente no coincidía con el estereotipo de la mujer víctima de violencia de género y violación, que no hubiera podido consentir. 
De lo expuesto se desprende que el decisorio puesto en crisis demuestra el androcentrismo del derecho: descartaron el eventual abuso sexual respecto de Lucía, porque ella era una chica con una personalidad fuerte, con carácter, determinada y por ende, no vulnerable. Para ello tuvieron en cuenta sus conversaciones privadas de chats que aludían a la forma en como se relacionaba sexualmente con los hombres, infiriendo de ello, que era imposible que no hubiera habido consentimiento" (fs. 72, anexo cit.).
En consecuencia, afirmó que el tribunal de mérito "... infirió el eventual consentimiento, aludiendo a la personalidad de la víctima, a la poca diferencia de edad con el agresor y a su pasado sexual. Estos estereotipos son meras afirmaciones dogmáticas desprovistas de sustento fáctico que descalifican al decisorio como acto jurisdiccional básico" (fs. cit. vta.).
Y refirió que otro mito, considerado para desestimar la posible comisión de abuso, fue que Lucía ya conociera al imputado. Bajo ese parámetro, dieron por sentado que concurrió al encuentro voluntariamente y que, por su personalidad y grado de autodeterminación, no había elementos que hicieran suponer una situación de vulnerabilidad (v. fs. 73, anexo cit.).
Como corolario, sostuvo la casación que la existencia de patrones socioculturales discriminatorios en la decisión de primera instancia impidió que el caso fuera tratado con perspectiva de género (v. fs. cit. vta.). 
En esa dirección, puntualizó que el fallo se evidenciaba "...subjetivo y tendencioso, prejuicioso, parcial y discriminatorio; tanto las descripciones que se hacen de la víctima, como del comportamiento de Farías, demuestran un doble parámetro en la valoración de las conductas de ambos: hay una consideración diferenciada de la conducta de acuerdo al sexo. Pone énfasis en la conducta sexual de la víctima ([...] prácticamente se la responsabiliza por lo que pasó), se enfoca principalmente en su personalidad, su forma de relacionarse con los hombres, su vida social, su vida sexual anterior, su fuerte carácter, y todo ello es valorado negativamente" (v. fs. 74, anexo cit.).

En suma, constituye una sentencia que perpetúa los mencionados estereotipos, es arbitraria por no constituir una derivación razonada de las constancias de la causa apartándose del objeto sometido a decisión y carece de perspectiva de género: "La influencia de los estereotipos de género discriminatorios, demuestra su parcialidad y es una expresión de violencia institucional" (fs. cit.).
Suprema Corte de Buenos Aires

## Juicio político a los jueces que dictaron la primera sentencia
En marzo del 2021 la Comisión Bicameral de Normas de Procedimiento para el Enjuiciamiento de Magistrados y Funcionarios bonaerenses resolvió por unanimidad la acusación por “negligencia, incumplimiento de deberes inherentes del cargo y parcialidad manifiesta” de los tres jueces que llevaron a cabo el juicio en primera instancia. Uno de ellos, Aldo Carnevale, renunció para no ser sometido a juicio político, mientras que los otros dos, Juan Facundo Gómez Urso y Pablo Viñas, fueron suspendidos provisoriamente, hasta que el Senado de la Cámara de Representantes provincial resuelva el juicio político iniciado contra ellos.

## Recurso a la Suprema Corte por doble juzgamiento
La defensa de los imputados recurrió a la Suprema Corte de la Provincia de Buenos Aires (SCBA) para que a su vez anule la decisión de Tribunal de Casación por violar el principio que establece que nadie puede ser juzgado dos veces por el mismo delito (Non bis in idem). 
El tribunal superior de la Provincia rechazó el recurso de la defensa adoptando el criterio de la Corte Suprema de la Nación «en cuanto descarta que la infracción a la garantía de ne bis in idem tenga lugar cuando la nulidad del juicio obedeció a la existencia de vicios esenciales (doctr. Fallos:312:597 -"Weissbrod"- y 326:1149 -"Verbeke"-), como en puridad consideró acreditado la Sala Cuarta del Tribunal de Casación Penal en el caso». Para completar su argumento, la sentencia de la SCBA sostiene que es admisible un nuevo juicio cuando «el veredicto absolutorio se asienta en premisas falsas o con evidente apartamiento de las constancias comprobadas de la causa que privan al pronunciamiento de toda validez judicial», en tanto y en cuánto no se aporten nuevas pruebas de cargo, ni la parte acusadora aproveche la circunstancia para «rehacer una investigación defectuosa».

## Segundo juicio

### Tribunal y partes
El 7 de febrero de 2023 se inició el segundo juicio por la muerte de Lucía Pérez. Resultó elegido el Tribunal Oral en lo Criminal N° 2 (TOC 2) de Mar del Plata, integrado por los jueces Gustavo Fissore, Alexis Simaz y Roberto Falcone, siendo el fiscal Leandro Arévalo, titular de la Unidad Funcional de Instrucción 7. Los padres de Lucía Pérez solicitaron que el juicio fuera transmitido en directo pero el Tribunal autorizó mostrar solo algunos recortes e impidió a los periodistas cubrir el juicio entero para no alterar el curso del mismo.
En el segundo juicio solo fueron acusados dos de los tres acusados originales, Matías Farías y Juan Pablo Offidani, ya que el tercero, Alejandro Maciel, había fallecido en 2020. Los abogados defensores solicitaron y lograron que los acusados no estuvieran presentes sino que siguieran el juicio de manera remota. Ambas partes reiteraron sus posiciones: la parte acusadora sostuvo que se trató de un «abuso sexual con acceso carnal, agravado por el suministro de estupefacientes seguido de muerte en concurso ideal con femicidio», mientras que las defensas sostuvieron que no hubo comportamiento ilícito y solicitaron la absolución. El tribunal previó extender la etapa oral oral hasta el 1 de marzo, para recibir la declaración de casi 50 testigos.
Varias personas y organizaciones sociales fueron aceptadas para declarar como amicus curiae, es decir para aportar opiniones y puntos de vista que puedan ayudar al tribunal a decidir mejor en el caso. Fueron aceptadas entre otras el secretario de Derechos Humanos de la Nación Horacio Pietragalla, la ministra de las Mujeres y Diversidades de la provincia de Buenos Aires Estela Díaz, la representante del Ministerio de las Mujeres, Géneros y Diversidad de la Nación Carolina Varsky, la diputada nacional Romina del Plá, el defensor del Pueblo de la provincia de Buenos Aires, Guido Lorenzino, entre otros.

### Imputación
- Hechos imputados: la parte acusadora imputó a los acusados haber captado a Lucía Pérez, con la finalidad de abusar sexualmente de ella, a sabiendas de su condición de menor de edad y de que era consumidora de estupefacientes, trasladarla a la casa de Farías en la zona sur de la ciudad, donde Farías suministró cantidades indeterminadas de cocaína y marihuana a la menor. Allí, según la imputación, la joven fue abusada y el desarrollo de tales actos le provocaron la muerte por asfixia tóxica con congestión y edema pulmonar debido a una falla cardíaca.[83]
- Farías: se le imputó ser autor de los delitos de abuso sexual con acceso carnal (art. 119, 3.er párrafo) agravado por el suministro de estupefacientes seguido de muerte en concurso real con femicidio. Al hecho y responsabilidad imputada le corresponde una pena de cadena perpetua.[83]
- Offidani: la fiscalía le imputó ser partícipe secundario de ambos delitos (art. 46 Código Penal). La acusación particular discrepó de la fiscalía y consideró que su participación fue necesaria (art. 45 CP). En el primer caso la pena se ubica entre diez y veinte años. En el segundo caso, corresponde cadena perpetua.[83]

### Audiencias de prueba
El 7 de febrero se realizó la primera audiencia.Declararon cinco testigos: el padre, la madre, el hermano y dos amigas de la víctima. Los abogados de las partes se enfrentaron por el contenido de las preguntas. El tribunal ordenó tanto a la defensa como a la parte acusadora cesar en las preguntas sobre la vida personal de Lucía. Los familiares declararon que en la sala de primeros auxilios la policía les informó que su hija había muerto por sobredosis. La madre cuestionó a los gritos al Poder Judicial y se declaró luego a la prensa: «Me tengo que revictimizar y escuchar las preguntas acerca de la vida de mi hija... Este tiene que ser el Nunca Más de nuestras hijas».
El 8 de febrero se realizó la segunda audiencia. Declararon siete testigos, policías, personal médico que intervino en el centro de salud donde se constató la muerte y un vecino que encontraba allí. Los testigos declararon que el cuerpo fue llevado al centro sanitario por los tres acusados en el primer juicio (Farías, Offidani y Maciel). El médico y un enfermero afirmaron que no advirtieron lesiones o moretones en el cuerpo. Entre los testigos declaró el por entonces subsecretario de Salud de la Municipalidad, Pablo De la Colina, que estaba cubriendo la guardia por falta de personal, que emitió con su firma un certificado de defunción de Lucía, en blanco.
El jueves 9 de febrero declararon a puertas cerradas cuatro médicos forenses: Mónica Tinto, Sebastián de los Reyes y Mónica Cabrera, de la Junta Médica de la Suprema Corte de Justicia bonarense, y Adalberto Bombicini, perito de parte del fiscal. Los médicos forenses dijeron que es «altamente probable» que la causa de muerte fuera edema pulmonar producto de asfixia tóxica. Constataron lesiones pre mórtem en el área genital, compatibles con relaciones sexuales bruscas o violentas, pero no detectaron signos de agresión sexual y descartaron que haya habido empalamiento; aclararon que esa conclusiones no son suficientes para descartar la existencia de abuso. Luego de oír los testimonios de los cuatro peritos, la defensora oficial desistió del perito de la parte acusada, que también había sido citado a la audiencia. Al cubrir la audiencia, el portal Urgente24, dirigido por Edgar Mainhard, consideró que la declaración de los peritos médicos había sido «otro golpe al feminismo».
El viernes 10 de febrero declararon seis testigos. Primero declaró uno de los policías que se hicieron presentes en la sala de primeros auxilios (CAPS). Declaró que habló con Farías quién le contó «que había estado con Lucía en su casa, que habían mantenido relaciones sexuales, que ella había ingerido cocaína y que se había desmayado y que, tras intentar despertarla -incluso ingresándola en la ducha-, llamó a un amigo (Offidani) para que lo ayudara y así la trasladaron al CAPS». Observó que estaba con la ropa y el pelo húmedo, diferenciándose de lo que habían declarado los profesionales de la salud del CAPS en la audiencia anterior. Descartó algún intento de fuga por parte de los acusados ese día o al día siguiente cuando fueron detenidos. Dijo que ya el segundo día en la comisaría se hablaba de una “violación”, porque esa era la información que la fiscal de la instrucción María Isabel Sánchez había transmitido al jefe de la comisaría. Luego declaró el jefe de la comisaría, afirmó que «la ropa [de la 'menor'] estaba seca” y negó haberle dicho a la familia de Lucía -tal como declararon los familiares en la primera audiencia– que su hija había fallecido por “sobredosis”. Declaró también la coordinadora del CAPS quien informó sobre una seria irregularidad, como fue la firma en blanco del certificado de defunción por parte del subsecretario de Salud de la Municipalidad, Pablo de la Colina, luego destruido. Concluida la audiencia el fiscal Leandro Arévalo pidió hacer inspección en la casa donde vivía Farías y sucedieron los hechos. Todas las partes estuvieron de acuerdo y se agendó la visita para el miércoles 15 de febrero luego de la audiencia del día.
El martes 14 de febrero se realizó la quinta audiencia. Declararon dos testigos. Uno de ellos fue la dueña de la casa en la que falleció Lucía, que estaba alquilada a Farías. La testigo presenció el momento que Offidani y Maciel llegan en una camioneta a la casa y salen 25 o 30 minutos después, junto a Farías, quien llevaba cargando el cuerpo de Lucía para, para subirlo a la camioneta y partir hacia el CAPS.
El miércoles 15 de febrero se realizó la sexta audiencia. Declaró el director de la Escuela Secundaria N°3, a la que concurría Lucía, que afirmó que Lucía «no tenía ninguna dificultad», y que era «solidaria, muy colaboradora y participativa», desconociendo que tuviera «algún problema con drogas». Luego declaró la subsecretaria de Abordaje Integral de las Violencias por Razones de Género del Ministerio de las Mujeres, Géneros y Diversidad de la Nación, Laurana Malacalza. La funcionaria sostuvo que al analizar el caso, el tribunal debía «priorizar... el contexto de desigualdad entre los géneros» acrecentado por existir una diferencia de edad, a la vez que consideró que podía haber «dominación y opresión» aun cuando no hubiera habido violencia física. También declaró Claudia Bertarini, quien integró el cuerpo técnico del Fuero Penal Juvenil, afirmando que una relación entre una adolescente de 16 años y un joven de entre 20 y 25 años no puede considerarse como de “paridad”; sostuvo también que en la adolescencia hay una «inmadurez absoluta» que un «adulto se da cuenta de la diferencia» y que si hay consumo de drogas «la vulnerabilidad se multiplica por cien». Asimismo, en la audiencia se leyeron las declaraciones indagatorias de Farías -que sostuvo que mantuvo relaciones sexuales consentidas- y como Offidani.
El jueves 16 de febrero el tribunal inspeccionó la casa en la que vivía Farías, estableciéndose que el lugar no sufrió modificaciones de consideración desde que ocurrió el hecho.
El viernes 17 de febrero declaró el último de los testigos y se clausuró la etapa de prueba. Quien declaró es la pareja de Offidani, uno de los acusados, quien estaba con él el día de los hechos. La testigo declaró que estaban juntos, cuando salió de su casa junto a Alejandro Maciel (tercer acusado que murió en 2020). Al volver le contó que la chica que “Farías estaba conociendo” había tenido “una sobredosis” en la casa de este último y que él en la camioneta la había llevado al CAPS de Playa Serena para “intentar ayudarla”.

### Alegatos
El tribunal estableció el día jueves 23 de febrero para que la fiscalía y la querellas realicen sus alegatos (análisis de la prueba y petición final), y el día martes 28 de febrero para que lo hagan las dos defensas.

#### Fiscalía
El 23 de febrero alegó el fiscal Leandro Arévalo. Consideró probado que Farías y Offidani pasaron por la mañana a buscar a la menor con el fin de abusar sexualmente de ella, sabiendo que consumía drogas. Luego, según la fiscalía, quedó a solas con Farías en la casa de este, donde le suministró drogas para quebrantar su voluntad y abusó sexualmente de ella. Cerca de las 15 horas Lucía se habría descompensado y Offidani fue a la casa para ayudar, en una primera instancia y luego «acondicionar» el cuerpo ya sin vida y llevarlo al centro médico cercano. El fiscal sostuvo que Lucía se encontraba en situación de vulnerabilidad, por ser menor, mujer y consumidora de drogas, y que esa «asimetría de poder» debía ser tenida en cuenta por aplicación de la perspectiva de género. Respecto de Offidani, el fiscal sostuvo que eran socios en la distribución de drogas y que sabía lo que iba a hacer Farías, considerándolo «partícipe secundario». Pidió cadena perpetua para Farías y 20 años de prisión para Offidani y que las penas se acumulen a las que se establecieron en el primer juicio.
El fiscal también pidió perdón por la actuación de la fiscal María Isabel Sánchez, quien tuvo a cargo la investigación del caso y afirmó que debido a las «falencias» de la fiscalía se perdieron pruebas y se perjudicó las pretensiones de la familia de la víctima. En su alegato, el fiscal Arévalo criticó al jefe de fiscales Fabián Fernández Garello por no sancionar a Sánchez y a la Procuración General por «no haber hecho nada».
Al día siguiente, en un hecho muy inusual, el fiscal general de la provincia emitió un comunicado cuestionando al fiscal del caso por falta de decoro y objetividad, mandó iniciar acciones administrativas y penales contra el fiscal Arévalo, y afirmó que la fiscal Sánchez estaba siendo investigada, tanto administrativa como penalmente, por su actuación en la investigación. Ese mismo día, la fiscal general de Necochea, decidió reabrir la causa penal contra la fiscal Sánchez, que había sido cerrada el 26 de abril de 2021.

#### Querella
El alegato de la querella coincidió con la fiscalía en lo referente a la prueba y calificación de la conducta de Farías, para quien pidió cadena perpetua, pero discrepó en lo referente a la situación de Offidani, a quién consideró «partícipe primario» de los hechos, y como tal merecedor de la misma pena que Farías. La querella se detuvo también en la «cuestión del consentimiento» por parte de Lucía con respecto a los contactos sexuales, sosteniendo que «el consentimiento no se presume», debiendo ser probado por los acusados para que no se considere un abuso sexual.

#### Defensa de Farías
El alegato de la defensora oficial de Farías, María Laura Solari, sostuvo que no hay pruebas materiales de los delitos imputados, que las pruebas muestran que Lucía quería encontrarse para «intimar» con Farías, que «quedaron descartadas la violencia físicas y amenazas», que la falta de consentimiento «no pudo ser probada ni remotamente» y que el consumo de cocaína fue voluntario. Sostuvo que los chats entre Lucía y Farías muestran que fue la menor la que tuvo la iniciativa de reunirse, y que tenía drogas en su poder antes de ir a la casa de Farías. Cuestionó los alegatos de la parte acusadoras por basarse en «suspicacias» producto de «un prejuicio de clase y un prejuicio criminal». Pidió la absolución.
La defensora oficial criticó también la actuación de la fiscal María Isabel Sánchez, quien afirmó que Lucía la menor había sido empalada y había muerto a causa del dolor producido por un abuso sexual. Las pruebas, según la defensora, mostraron que no hubo empalamiento y que la causa más probable de muerte fue intoxicación. Dijo que la fiscal Sánchez «es la única persona que debiera estar sentada hoy aquí», porque «generó una situación y un dolor inconmensurables».

#### Defensa de Offidani
El alegato de la defensa de Offidani sostuvo que el imputado «no aportó nada» que pueda considerarse delito y pidió la absolución.

### Incidencias previas al veredicto
El tribunal informó que el veredicto se daría a conocer el 15 de marzo, a las 12 horas. El 7 de marzo el presidente de la Nación, Alberto Fernández recibió a la madre y el padre de Lucía Pérez para expresarles la voluntad de «acompañamiento» del Poder Ejecutivo, considerando como «escandalosa» la absolución dispuesta por la primera sentencia.
Las defensas de los acusados cuestionaron la conducta del presidente Fernández y pidieron la recusación de los jueces. El 14 de marzo el tribunal cuestionó la intromisión del Poder Ejecutivo, pero rechazó la recusación y postergó la fecha para dar el veredicto hasta el 23 de marzo.

#### Peritajes
Según consta en la sentencia judicial, las lesiones producto del acceso carnal con extrerma violencia fueron constatadas en el cuerpo de la adolescente. En el informe pericial forense los peritos doctora Silvina Cabrera, la doctora Gabriela Tinto y  el doctor Sebatián De los Reyes atestiguaron que el cuerpo de la víctima tenía signos de acceso carnal  contemporáneos al momento del fallecimiento y opinaron que era altamente probable que la causa de la muerte hubiera sido congestión y edema pulmonar secundario a una intoxicación por cocaína. El perito médico legal doctor Bonvicini informó haber encontrado lesiones vaginales y anales. Cabrera coincidió en que había habido acceso tanto por vía vaginal como anal. La ginecóloga doctora Mirta Delia Santana sostuvo que el desgarro del esfínter anal observado no era normal y habría necesitado una sutura para que no quedara con incontinencia fecal y de orina.

### Sentencia
El 23 de marzo el tribunal condenó a ambos acusados. Farías fue condenado a prisión perpetua por ser considerado «autor penalmente responsable de los delitos de abuso sexual con acceso carnal agravado por el suministro de estupefacientes y por resultar la muerte de la persona ofendida en concurso ideal con femicidio». La sentencia hizo hincapié en la falta de consentimiento válido de la víctima para mantener relaciones sexuales con Farías y en la brusquedad en el acceso carnal. Los jueces, al igual que en el primer juicio, dieron por probado que Offidani vendía estupefacientes junto con Farías a menores de edad en inmediaciones de establecimientos educativos, que Offidani sabía que Farías tenía intenciones de suministrarle estupefacientes a la víctima con la intención de accederla carnalmente, que este  le había pasado la foto de «la chica linda» con anterioridad como «objeto de persecución», que había llevado una caja de preservativos a tal fin, que  Offidani, «un adicto a la pornografía», no operaba como un simple remisero sino como socio de Farías. Por todo esto y otros considerandos de la sentencia, Offidiani fue condenado a 8 años como «partícipe secundario penalmente responsable del delito de abuso sexual con acceso carnal agravado por el suministro de estupefacientes».